# Molfetta Sportiva 1940-1941
Questa voce raccoglie le informazioni riguardanti il Molfetta Sportiva nelle competizioni ufficiali della stagione 1940-1941.

## Rosa
| N. |                   | Ruolo | Calciatore        |
| -- | ----------------- | ----- | ----------------- |
|    | Italia (bandiera) | C     | Aurelio Brioschi  |
|    | Italia (bandiera) | C     | Giuseppe Calò     |
|    | Italia (bandiera) | A     | Antonio Cesarini  |
|    | Italia (bandiera) | C     | Gaetano Catacchio |
|    | Italia (bandiera) | P     | Mario Cozzi       |
|    | Italia (bandiera) | D     | Ugo De Ceglie     |
|    | Italia (bandiera) | D     | Cosimo De Gennaro |
|    | Italia (bandiera) | D     | Paolo Giammarco   |
|    | Italia (bandiera) | A     | Francesco Jacobbe |

| N. |                   | Ruolo | Calciatore          |
| -- | ----------------- | ----- | ------------------- |
|    | Italia (bandiera) | C     | Vincenzo Larizza    |
|    | Italia (bandiera) | C     | Gaspare Mafrici     |
|    | Italia (bandiera) | A     | Giuseppe Mesto      |
|    | Italia (bandiera) | C     | Anselmo Panunzio    |
|    | Italia (bandiera) | D     | Vincenzo Rana       |
|    | Italia (bandiera) | D     | Gennaro Sallustio   |
|    | Italia (bandiera) | P     | Salvatore Scardigno |
|    | Italia (bandiera) | D     | Elia Zumbo          |